# Hervé Koffi
Hervé Koffi Kouakou (Bobo-Dioulasso, 16 ottobre 1996) è un calciatore burkinabé, portiere dell'Angers, in prestito dal Lens, e della nazionale burkinabé.

## Carriera

### Club
Tra il 2017 ed il 2019 ha giocato 4 partite nella prima divisione francese con il Lilla; nell'estate del 2019 viene ceduto in prestito al Belenenses SAD, club della prima divisione portoghese.

### Nazionale
Ha esordito in nazionale nel 2016; nel 2017, nel 2021 e nel 2023 ha partecipato alla Coppa d'Africa.

## Statistiche

### Cronologia presenze e reti in nazionale
| Cronologia completa delle presenze e delle reti in nazionale ― Burkina Faso | Cronologia completa delle presenze e delle reti in nazionale ― Burkina Faso | Cronologia completa delle presenze e delle reti in nazionale ― Burkina Faso | Cronologia completa delle presenze e delle reti in nazionale ― Burkina Faso | Cronologia completa delle presenze e delle reti in nazionale ― Burkina Faso | Cronologia completa delle presenze e delle reti in nazionale ― Burkina Faso | Cronologia completa delle presenze e delle reti in nazionale ― Burkina Faso | Cronologia completa delle presenze e delle reti in nazionale ― Burkina Faso |
| Data                                                                        | Città                                                                       | In casa                                                                     | Risultato                                                                   | Ospiti                                                                      | Competizione                                                                | Reti                                                                        | Note                                                                        |
| --------------------------------------------------------------------------- | --------------------------------------------------------------------------- | --------------------------------------------------------------------------- | --------------------------------------------------------------------------- | --------------------------------------------------------------------------- | --------------------------------------------------------------------------- | --------------------------------------------------------------------------- | --------------------------------------------------------------------------- |
| 26-3-2016                                                                   | Ouagadougou                                                                 | Burkina Faso                                                                | 1 – 0                                                                       | Uganda                                                                      | Qual. Coppa d'Africa 2017                                                   | -                                                                           | 90’                                                                         |
| 8-10-2016                                                                   | Ouagadougou                                                                 | Burkina Faso                                                                | 1 – 1                                                                       | Sudafrica                                                                   | Qual. Mondiali 2018                                                         | -1                                                                          |                                                                             |
| 12-11-2016                                                                  | Praia                                                                       | Capo Verde                                                                  | 0 – 2                                                                       | Burkina Faso                                                                | Qual. Mondiali 2018                                                         | -                                                                           |                                                                             |
| 7-1-2017                                                                    | Marrakech                                                                   | Burkina Faso                                                                | 2 – 1                                                                       | Mali                                                                        | Amichevole                                                                  | -1                                                                          |                                                                             |
| 14-1-2017                                                                   | Libreville                                                                  | Burkina Faso                                                                | 1 – 1                                                                       | Camerun                                                                     | Coppa d'Africa 2017 - 1º turno                                              | -1                                                                          |                                                                             |
| 18-1-2017                                                                   | Libreville                                                                  | Gabon                                                                       | 1 – 1                                                                       | Burkina Faso                                                                | Coppa d'Africa 2017 - 1º turno                                              | -1                                                                          | 37’                                                                         |
| 22-1-2017                                                                   | Franceville                                                                 | Guinea-Bissau                                                               | 0 – 2                                                                       | Burkina Faso                                                                | Coppa d'Africa 2017 - 1º turno                                              | -                                                                           |                                                                             |
| 28-1-2017                                                                   | Libreville                                                                  | Burkina Faso                                                                | 2 – 0                                                                       | Tunisia                                                                     | Coppa d'Africa 2017 - Quarti di finale                                      | -                                                                           |                                                                             |
| 1-2-2017                                                                    | Libreville                                                                  | Burkina Faso                                                                | 1 – 1 (4 - 5 dtr)                                                           | Egitto                                                                      | Coppa d'Africa 2017 - Semifinali                                            | -1                                                                          |                                                                             |
| 4-2-2017                                                                    | Libreville                                                                  | Burkina Faso                                                                | 1 – 0                                                                       | Ghana                                                                       | Coppa d'Africa 2017 - Finale 3º-4º posto                                    | -                                                                           |                                                                             |
| 10-6-2017                                                                   | Ouagadougou                                                                 | Burkina Faso                                                                | 3 – 1                                                                       | Angola                                                                      | Qual. Coppa d'Africa 2019                                                   | -1                                                                          |                                                                             |
| 2-9-2017                                                                    | Dakar                                                                       | Senegal                                                                     | 0 – 0                                                                       | Burkina Faso                                                                | Qual. Mondiali 2018                                                         | -                                                                           |                                                                             |
| 5-9-2017                                                                    | Ouagadougou                                                                 | Burkina Faso                                                                | 2 – 2                                                                       | Senegal                                                                     | Qual. Mondiali 2018                                                         | -2                                                                          |                                                                             |
| 7-10-2017                                                                   | Johannesburg                                                                | Sudafrica                                                                   | 3 – 1                                                                       | Burkina Faso                                                                | Qual. Mondiali 2018                                                         | -3                                                                          |                                                                             |
| 14-11-2017                                                                  | Ouagadougou                                                                 | Burkina Faso                                                                | 4 – 0                                                                       | Capo Verde                                                                  | Qual. Mondiali 2018                                                         | -                                                                           |                                                                             |
| 22-3-2018                                                                   | Limeil-Brévannes                                                            | Guinea-Bissau                                                               | 0 – 2                                                                       | Burkina Faso                                                                | Amichevole                                                                  | -                                                                           |                                                                             |
| 27-3-2018                                                                   | Ouagadougou                                                                 | Burkina Faso                                                                | 0 – 2                                                                       | Kosovo                                                                      | Amichevole                                                                  | -2                                                                          | 87’                                                                         |
| 27-5-2018                                                                   | Beauvais                                                                    | Camerun                                                                     | 0 – 1                                                                       | Burkina Faso                                                                | Amichevole                                                                  | -                                                                           |                                                                             |
| 8-9-2018                                                                    | Nouakchott                                                                  | Mauritania                                                                  | 2 – 0                                                                       | Burkina Faso                                                                | Qual. Coppa d'Africa 2019                                                   | -2                                                                          |                                                                             |
| 13-10-2018                                                                  | Ouagadougou                                                                 | Burkina Faso                                                                | 3 – 0                                                                       | Botswana                                                                    | Qual. Coppa d'Africa 2019                                                   | -                                                                           |                                                                             |
| 16-10-2018                                                                  | Francistown                                                                 | Botswana                                                                    | 0 – 0                                                                       | Burkina Faso                                                                | Qual. Coppa d'Africa 2019                                                   | -                                                                           |                                                                             |
| 18-11-2018                                                                  | Luanda                                                                      | Angola                                                                      | 2 – 1                                                                       | Burkina Faso                                                                | Qual. Coppa d'Africa 2019                                                   | -2                                                                          |                                                                             |
| 22-3-2019                                                                   | Ouagadougou                                                                 | Burkina Faso                                                                | 1 – 0                                                                       | Mauritania                                                                  | Qual. Coppa d'Africa 2019                                                   | -                                                                           |                                                                             |
| 9-6-2019                                                                    | Marbella                                                                    | RD del Congo                                                                | 0 – 0                                                                       | Burkina Faso                                                                | Amichevole                                                                  | -                                                                           |                                                                             |
| 12-6-2019                                                                   | Kinshasa                                                                    | RD del Congo                                                                | 0 – 0                                                                       | Burkina Faso                                                                | Amichevole                                                                  | -                                                                           |                                                                             |
| 6-9-2019                                                                    | Marrakech                                                                   | Marocco                                                                     | 1 – 1                                                                       | Burkina Faso                                                                | Amichevole                                                                  | -1                                                                          |                                                                             |
| 10-10-2019                                                                  | Chambly                                                                     | Burkina Faso                                                                | 0 – 1                                                                       | Gabon                                                                       | Amichevole                                                                  | -1                                                                          |                                                                             |
| 9-10-2020                                                                   | Ouagadougou                                                                 | Burkina Faso                                                                | 3 – 0                                                                       | RD del Congo                                                                | Amichevole                                                                  | -                                                                           |                                                                             |
| 12-10-2020                                                                  | El Jadida                                                                   | Burkina Faso                                                                | 2 – 1                                                                       | Madagascar                                                                  | Amichevole                                                                  | -1                                                                          |                                                                             |
| 24-3-2021                                                                   | Wakiso                                                                      | Uganda                                                                      | 0 – 0                                                                       | Burkina Faso                                                                | Qual. Coppa d'Africa 2021                                                   | -                                                                           | 73’                                                                         |
| 29-3-2021                                                                   | Ouagadougou                                                                 | Burkina Faso                                                                | 1 – 0                                                                       | Sudan del Sud                                                               | Qual. Coppa d'Africa 2021                                                   | -                                                                           |                                                                             |
| 5-6-2021                                                                    | Abidjan                                                                     | Costa d'Avorio                                                              | 2 – 1                                                                       | Burkina Faso                                                                | Amichevole                                                                  | -                                                                           | 41’                                                                         |
| 12-6-2021                                                                   | Rabat                                                                       | Marocco                                                                     | 1 – 0                                                                       | Burkina Faso                                                                | Amichevole                                                                  | -                                                                           |                                                                             |
| 2-9-2021                                                                    | Marrakech                                                                   | Niger                                                                       | 0 – 2                                                                       | Burkina Faso                                                                | Qual. Mondiali 2022                                                         | -                                                                           |                                                                             |
| 7-9-2021                                                                    | Marrakech                                                                   | Burkina Faso                                                                | 1 – 1                                                                       | Algeria                                                                     | Qual. Mondiali 2022                                                         | -1                                                                          |                                                                             |
| 8-10-2021                                                                   | Marrakech                                                                   | Gibuti                                                                      | 0 – 4                                                                       | Burkina Faso                                                                | Qual. Mondiali 2022                                                         | -                                                                           | 90’                                                                         |
| 11-10-2021                                                                  | Marrakech                                                                   | Burkina Faso                                                                | 2 – 0                                                                       | Gibuti                                                                      | Qual. Mondiali 2022                                                         | -                                                                           |                                                                             |
| 16-11-2021                                                                  | Blida                                                                       | Algeria                                                                     | 2 – 2                                                                       | Burkina Faso                                                                | Qual. Mondiali 2022                                                         | -2                                                                          |                                                                             |
| 30-12-2021                                                                  | Abu Dhabi                                                                   | Mauritania                                                                  | 0 – 0                                                                       | Burkina Faso                                                                | Amichevole                                                                  | -                                                                           |                                                                             |
| 9-1-2022                                                                    | Yaoundé                                                                     | Camerun                                                                     | 2 – 1                                                                       | Burkina Faso                                                                | Coppa d'Africa 2021 - 1º turno                                              | -2                                                                          |                                                                             |
| 13-1-2022                                                                   | Yaoundé                                                                     | Capo Verde                                                                  | 0 – 1                                                                       | Burkina Faso                                                                | Coppa d'Africa 2021 - 1º turno                                              | -                                                                           |                                                                             |
| 23-1-2022                                                                   | Limbe                                                                       | Burkina Faso                                                                | 1 – 1 dts (8 – 7 dtr)                                                       | Gabon                                                                       | Coppa d'Africa 2021 - Ottavi di finale                                      | -1                                                                          |                                                                             |
| 29-1-2022                                                                   | Garoua                                                                      | Burkina Faso                                                                | 1 – 0                                                                       | Tunisia                                                                     | Coppa d'Africa 2021 - Quarti di finale                                      | -                                                                           | Cap. 44’                                                                    |
| 2-2-2022                                                                    | Yaoundé                                                                     | Burkina Faso                                                                | 1 – 3                                                                       | Senegal                                                                     | Coppa d'Africa 2021 - Semifinale                                            | -                                                                           | 36’                                                                         |
| 29-3-2022                                                                   | Anderlecht                                                                  | Belgio                                                                      | 3 – 0                                                                       | Burkina Faso                                                                | Amichevole                                                                  | -3                                                                          |                                                                             |
| 3-6-2022                                                                    | Marrakech                                                                   | Burkina Faso                                                                | 2 – 0                                                                       | Capo Verde                                                                  | Qual. Coppa d'Africa 2023                                                   | -                                                                           |                                                                             |
| 23-9-2022                                                                   | Casablanca                                                                  | Burkina Faso                                                                | 1 – 0                                                                       | RD del Congo                                                                | Amichevole                                                                  | -                                                                           |                                                                             |
| 19-11-2022                                                                  | Ouagadougou                                                                 | Burkina Faso                                                                | 2 – 1                                                                       | Costa d'Avorio                                                              | Amichevole                                                                  | -1                                                                          |                                                                             |
| 24-3-2023                                                                   | Marrakech                                                                   | Burkina Faso                                                                | 1 – 0                                                                       | Togo                                                                        | Qual. Coppa d'Africa 2023                                                   | -                                                                           |                                                                             |
| 28-3-2023                                                                   | Lomé                                                                        | Togo                                                                        | 1 – 1                                                                       | Burkina Faso                                                                | Qual. Coppa d'Africa 2023                                                   | -1                                                                          |                                                                             |
| 8-9-2023                                                                    | Marrakech                                                                   | Burkina Faso                                                                | 0 – 0                                                                       | eSwatini                                                                    | Qual. Coppa d'Africa 2023                                                   | -                                                                           |                                                                             |
| 12-9-2023                                                                   | Lens                                                                        | Marocco                                                                     | 1 – 0                                                                       | Burkina Faso                                                                | Amichevole                                                                  | -1                                                                          |                                                                             |
| 17-11-2023                                                                  | Marrakech                                                                   | Burkina Faso                                                                | 1 – 1                                                                       | Guinea-Bissau                                                               | Qual. Mondiali 2026                                                         | -1                                                                          |                                                                             |
| 21-11-2023                                                                  | El Jadida                                                                   | Etiopia                                                                     | 0 – 3                                                                       | Burkina Faso                                                                | Qual. Mondiali 2026                                                         | -                                                                           |                                                                             |
| 16-1-2024                                                                   | Bouaké                                                                      | Burkina Faso                                                                | 1 – 0                                                                       | Mauritania                                                                  | Coppa d'Africa 2023 - 1º turno                                              | -                                                                           |                                                                             |
| 20-1-2024                                                                   | Bouaké                                                                      | Algeria                                                                     | 2 – 2                                                                       | Burkina Faso                                                                | Coppa d'Africa 2023 - 1º turno                                              | -2                                                                          |                                                                             |
| 23-1-2024                                                                   | Yamoussoukro                                                                | Angola                                                                      | 2 – 0                                                                       | Burkina Faso                                                                | Coppa d'Africa 2023 - 1º turno                                              | -2                                                                          |                                                                             |
| 30-1-2024                                                                   | Korhogo                                                                     | Mali                                                                        | 2 – 1                                                                       | Burkina Faso                                                                | Coppa d'Africa 2023 - Ottavi di finale                                      | -2                                                                          |                                                                             |
| 6-9-2024                                                                    | Diamniadio                                                                  | Senegal                                                                     | 1 – 1                                                                       | Burkina Faso                                                                | Qual. Coppa d'Africa 2025                                                   | -1                                                                          | Cap.                                                                        |
| 10-9-2024                                                                   | Bamako                                                                      | Burkina Faso                                                                | 3 – 1                                                                       | Malawi                                                                      | Qual. Coppa d'Africa 2025                                                   | -1                                                                          | Cap.                                                                        |
| 21-3-2025                                                                   | El Jadida                                                                   | Burkina Faso                                                                | 4 – 1                                                                       | Gibuti                                                                      | Qual. Mondiali 2026                                                         | -1                                                                          |                                                                             |
| 24-3-2025                                                                   | Bissau                                                                      | Guinea-Bissau                                                               | 1 – 2                                                                       | Burkina Faso                                                                | Qual. Mondiali 2026                                                         | -1                                                                          | Cap.                                                                        |
| 2-6-2025                                                                    | Radès                                                                       | Tunisia                                                                     | 2 – 0                                                                       | Burkina Faso                                                                | Amichevole                                                                  | -2                                                                          | Cap.                                                                        |
| Totale                                                                      |                                                                             | Presenze                                                                    | 63                                                                          |                                                                             | Reti                                                                        | -45                                                                         |                                                                             |

## Palmarès

### Club

#### Competizioni nazionali
- Campionato ivoriano: 2

ASEC Mimosas: 2016-2017, 2017-2018
- Coppa della Costa d'Avorio: 1

ASEC Mimosas: 2018